# Sara Wheeler
Sara Diane Wheeler (* 20. März 1961 in Bristol, Vereinigtes Königreich) ist eine britische Reise-Schriftstellerin, Biografin und Journalistin. Bekannt wurde sie vor allem mit ihren Sachbüchern und Reportagen über die Arktis und Antarktis.

## Leben
Wheeler wuchs in Bristol auf. Als Studienfächer wählte sie klassische und moderne Sprachen am Brasenose College, Oxford.
Nachdem sie Essay-Bände über ihre Reisen auf Euböa in Griechenland und Chile veröffentlicht hatte, erhielt sie von der US National Science Foundation ein Stipendium über einen siebenmonatigen Aufenthalt in der Antarktis. Daraus entstand das Buch Terra Incognita: Travels in Antarctica (Deutsch: Terra incognita Reisen in der Antarktis). Während dieser Monate las sie das Buch The Worst Journey in the World, einen Bericht über die Terra Nova Expedition. Über deren Autor Apsley Cherry-Garrard schrieb sie später eine Biografie. Für ihr damals neunjähriges Patenkind Daniel schrieb sie 1996 ein Kinderbuch über ihren Sommer in der Antarktis.
Im Jahre 1999 wurde sie zum Fellow der Royal Society of Literature gewählt. Anlässlich des genau hundert Jahre Herseins der Scottschen Terra Nova Expedition erzählte sie im Januar 2012 in einer fünfteiligen Whistledown Production Reihe auf BBC Radio 4 die biografischen Geschichten von fünf Teilnehmern. Die Folgen wurden von 9. bis 13. Januar 2012 gesendet.
Von 2005 bis 2009 war sie Trustee (Vorstandsmitglied) der London Library.
Um das Buch The Magnetic North: Notes from the Arctic Circle zu schreiben, war Wheeler zwei Jahre in Alaska, Grönland, Nordnorwegen und Sibirien unterwegs. Das Sachbuch-Essay wurde in die Liste Globe and Mail Best Books of the Year 2011 aufgenommen.

## Werke
Reise-Essays
- Evia: Travels on an Undiscovered Greek Island, 1992, Tauris Parke Paperbacks 2007, ISBN 978-1-84511-340-7
- Chile: Travels in a Thin Country, 1994, ISBN 0-375-75365-6, Modern Library Pb 1999, ISBN 978-0-375-75365-7
  - Unterwegs in einem schmalen Land: eine Frau bezwingt die extremen Landschaften Chiles, aus dem Englischen von Ruth Sander, Heyne, München 1996, ISBN 3-453-08319-9
- Terra Incognita: Travels in Antarctica, 1997, Modern Library Pb 1999, ISBN 978-0-375-75338-1
  - Terra incognita: Reisen in der Antarktis, aus dem Englischen von Ruth Sander, Diana, Heyne, München und Zürich 1999, ISBN 3-453-15272-7
- The Magnetic North: Notes from the Arctic Circle Farrar, Straus & Giroux 2009, ISBN 0-374-20013-0
  - Leben in der Arktis, Malik National Geographic, München 2012, ISBN 978-3-492-40451-8[7]
- Access All Areas: Selected Writings 1990-2010, North Point Press, 2011, ISBN 978-0-86547-877-0

Biografien
- Cherry: A Life of Apsley Cherry-Garrard,[8] Jonathan Cape, London 2001, ISBN 0-375-50328-5
- Too Close to the Sun. The life and times of Denys Finch Hatton, Vintage Books, London 2007, ISBN 978-0-09-945027-6

Kinder- und Jugendbücher
- Dear Daniel: Letters from Antarctica, Macdonald Young Books (UK), 1997, ISBN 978-0-7500-2144-9
  - Greetings from Antarctica, Peter Bedrick (US), 1999